# André Marty
André Marty (ur. 6 listopada 1886 w Perpignan, zm. 23 listopada 1956 w Tuluzie) – francuski polityk, jeden z liderów Francuskiej Partii Komunistycznej do momentu swojego wykluczenia z partii w 1952. Uczestnik hiszpańskiej wojny domowej. Deputowany do francuskiego Zgromadzenia Narodowego w latach 1924–1955 (z przerwami), sekretarz Kominternu od 1935 do jego likwidacji w 1943.

## Życiorys

### Wczesna działalność
Był synem handlarza winem. Po ukończeniu szkoły średniej bez powodzenia starał się o przyjęcie do prestiżowej Akademii Marynarki, co zmusiło go do zarabiania na życie pracą fizyczną. W 1908 został mechanikiem we flocie francuskiej, zaś po dziewięciu latach został inżynierem mechanikiem. Jak sam twierdził, już w tym czasie był zrzeszony w nielegalnym stowarzyszeniu robotników floty, gdzie miał zetknąć się z ideami syndykalizmu i marksizmu. Wspominał również, że zaczął w tym okresie anonimowo pisać teksty do gazety le Cri du marin (Krzyk marynarza), działającej pod auspicjami francuskiej sekcji II Międzynarodówki.
W 1919 był jednym z przywódców buntu floty francuskiej w Odessie, uczestniczącej w interwencji francuskiej w rosyjskiej wojnie domowej. Został za ten czyn skazany na 20 lat przymusowych robót, zyskując równocześnie ogromną popularność w środowiskach radykalnej lewicy (m.in. honorowy wybrany do Moskiewskiej Rady Delegatów Robotniczych i Żołnierskich).

### Działalność w PCF

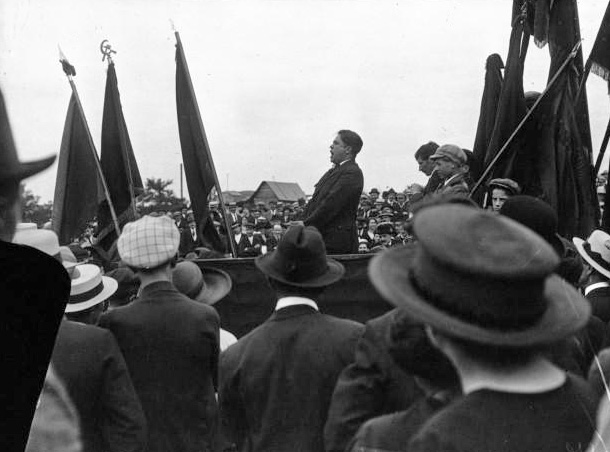
Wystąpienie Marty'ego (1922 rok)

Po ułaskawieniu w 1923 wstąpił do Francuskiej Partii Komunistycznej (PCF), trafiając już rok później do jej komitetu centralnego. W tym samym roku został deputowanym z departamentu Seine-et-Oise. Wsławił się obroną Cheikou Cissé, żołnierza 4 pułku strzelców senegalskich, skazanego na deportację do Nowej Kaledonii za działalność antykolonialistyczną.
W 1927 trafił do więzienia za działalność w ruchu antywojennym. W 1931 został jednym z reprezentantów francuskiej sekcji Kominternu; od 1935 zasiadał w jego sekretariacie i stałym prezydium. Wcześniej, w 1932 został członkiem Biura Politycznego PCF. Z ramienia Międzynarodówki Komunistycznej został mianowany generalnym inspektorem Brygad Międzynarodowych w 1936; przebywał w Hiszpanii do końca wojny, kiedy wyjechał do Moskwy. Jego bezwzględność w postępowaniu wobec przeciwników stalinizmu (w tym co najmniej pięćset wykonanych na jego rozkaz egzekucji) sprawiła, że otrzymał przydomek „rzeźnika z Albacete"(El Carnicero). Również kierownictwo Kominternu miało wątpliwości co do jego skuteczności i stosunków z miejscowymi władzami republikańskimi. W 1937 Georgi Dymitrow pragnął przenieść Marty'ego na stanowisko odpowiedzialnego za problemy Ameryki Łacińskiej. Dał się jednak przekonać i pozwolił Francuzowi wrócić do Hiszpanii, jednak jego obowiązki przejął w dużej mierze Palmiro Togliatti, który w kolejnych raportach podkreślał brutalność Marty'ego, także w stosunku do towarzyszy partyjnych.

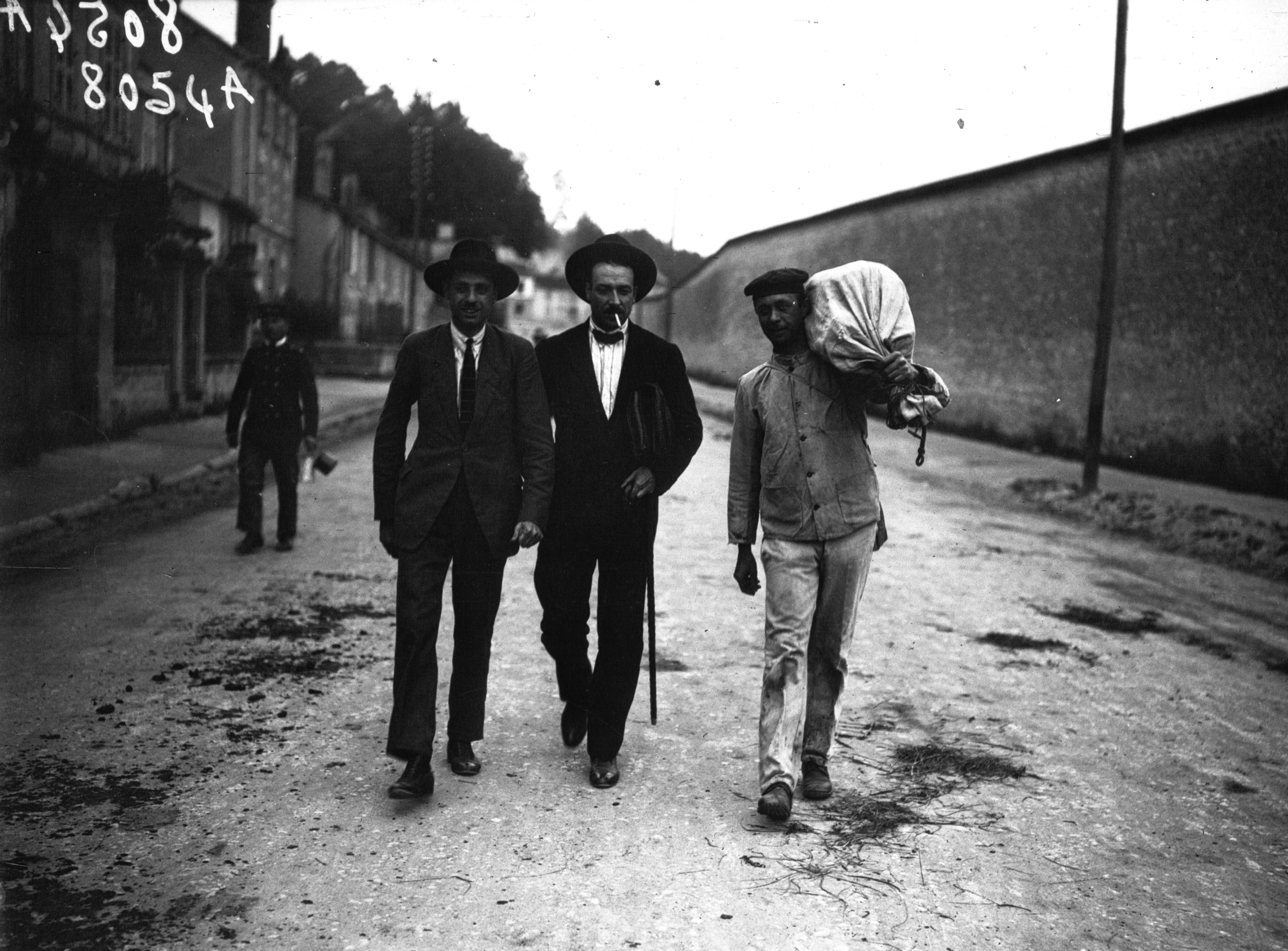
Marty opuszczający więzienie w Clairvaux, na zdjęciu z bratem (1923 rok)

Pracował dla Kominternu do jego rozwiązania. Został wtedy wysłany z powrotem do Francji, formalnie jako trzeci rangą - po Thorezie i Duclosie - w PCF. Jego pozycja w Biurze Politycznym stale spadała. W 1952 został usunięty z organów kierowniczych partii, a następnie całkowicie pozbawiony członkostwa w PCF pod sfingowanymi zarzutami współpracy z policją. Prawdopodobnie jego usunięcie zainspirował sam Thorez, który zawsze był z nim w złych relacjach. Marty próbował odwoływać się od tej decyzji do Stalina, co nie dało żadnych rezultatów. Pod koniec życia zbliżył się ideowo do ruchu anarchistycznego i do trockistów. Zmarł na raka płuc.

## Pamięć
Ernest Hemingway uwiecznił go w powieści Komu bije dzwon jako komisarza Massarta.